# التنكيت والتبكيت
التنكيت والتبكيت هي صحيفة أنشأها الأديب المصري عبد الله النديم واتسمت بالطابع الساخر. وصدر العدد الأول منها في يوم 6 يونيو 1881م.

## سياسة الجريدة
تبنت جريدة التنكيت والتبكيت سياسة نقدية تجاه المجتمع المصري وحكامه والأجانب المتواجدين في مصر في ذاك الوقت. وساهم مصدر الجريدة عبد الله النديم وكونه خطيبا للثورة العرابية في نشر الجريدة والتعريف بها في شرائح واسعة في المجتمع المصري.

## دور الجريدة
سعى النديم كناشط في المجال العام ومهموم بوضع مصر وتدهو أوضاعها السياسية والإقتصادية إلى استخدام كافة الوسائل المتاحة وقتها لإيصال صوته إلى الجمهور. فهو كان أديبا وشاعرا وكاتبا، وأصدر التنكيت والتبكيت حتى يعرف المصريين بحقوقهم ويؤثر فيهم.
وكانت مقالاته محط إعجاب القراء واتسمت بجرأة غير معهودة، واتخذ أسلوبا مجازيا لإيصال رسالته بدلا من قولها صراحة، فكانت تأتي لسان الحيوانات وغيرها لكنها كانت مفهومة ومشوقة للناس فأثار الجدل والإهتمام.
وقال النديم عن التنكيت والتبكيت عندما أراد ترخيصها من قبل رياض باشا رئيس النظار في ذلك الوقت: «إجتمعت برياض باشا في مصر، وقد أضمر لي الأضر فنافقته ونافقني، وجاذبته الحديث فوافقني حتى أخذت منه إذا بجريدة التنكيت وما أردت إلا التبكيت، وقصدت أن تكون لساني إذ تركت الجمعية ليكون لي في كل بلد محافل خطابية».

## صدور الجريدة
صدر العدد الأول من الجريدة يوم الأحد 6 يونيو  1881 في مطبعة جريدتي المحروسة والعصر الجديد في مدينة الإسكندرية، كصحيفة وطنية أدبية هزلية في هيئة كراسة بهدف تسهيل جمعها في مجلد في آخر كل سنة، وكتب اسم هذه الصحيفة في الجزء العلوي من الغلاف بالخط النسخ بحجم كبير، وزين العنوان هلال ونجمة.